# Siwe Turnie

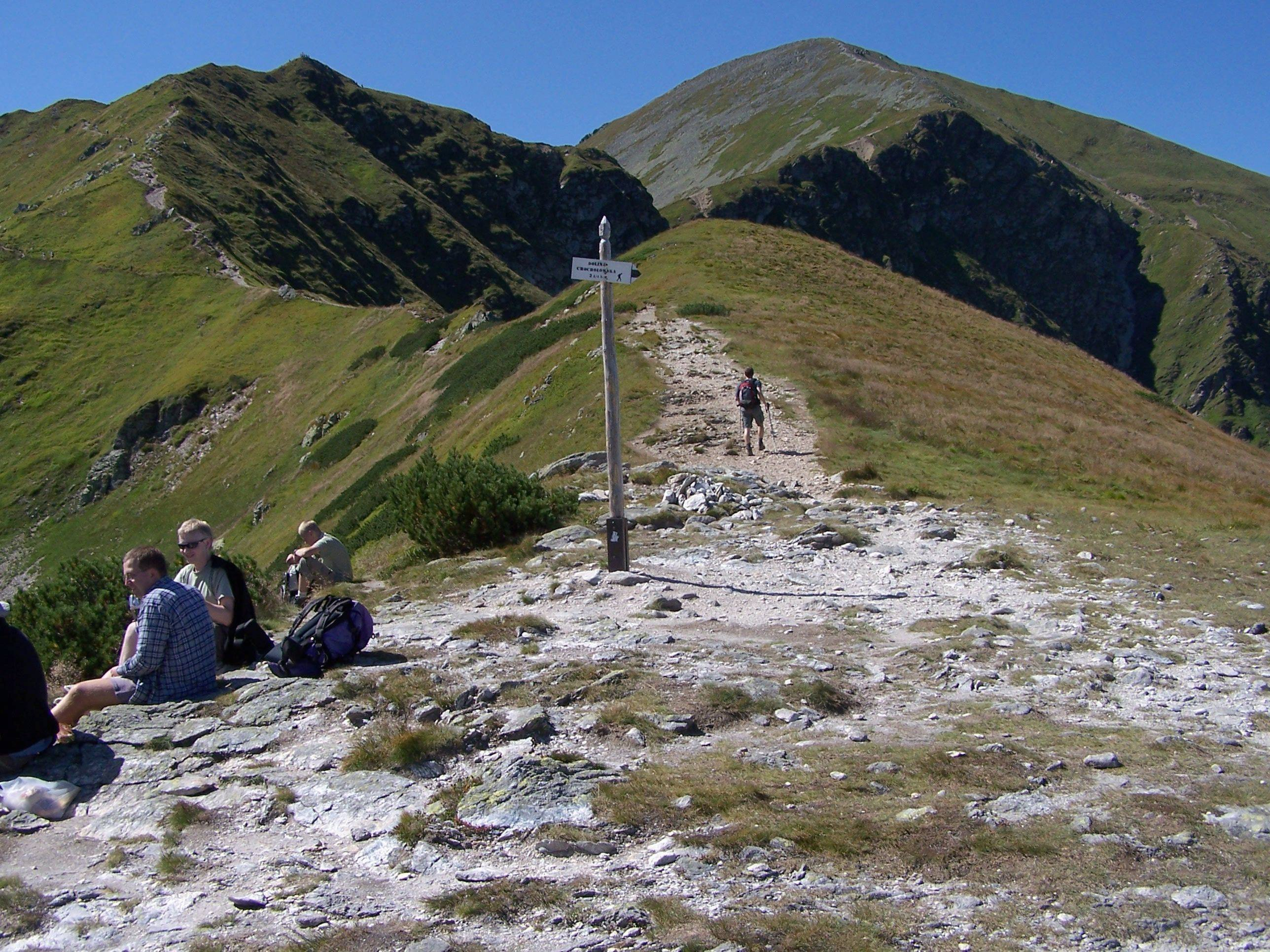
Siwe Turnie – widok grzbietu z Siwej Przełęczy. Po prawej stronie Starorobociański Wierch

Siwe Turnie – skalisty odcinek północnej grani Siwego Zwornika w Tatrach Zachodnich znajdujący się pomiędzy Siwym Zwornikiem a Siwą Przełęczą. Jest to boczna grań odchodząca na północ od grani głównej Tatr, następnie przechodząca w długi grzbiet Ornaku. Siwe Turnie wznoszą się ponad górną częścią Doliny Starorobociańskiej i Doliny Pyszniańskiej (odgałęzienie górnej części Doliny Kościeliskiej). Na ich zboczach w Dolinie Pyszniańskiej znajduje się Siwa Kotlinka z Siwymi Stawkami, a jeszcze niżej Siwe Sady.
Siwe Turnie to dość ostra grań, zbudowana ze skał krystalicznych. Od strony Doliny Starorobociańskiej bardziej podcięte zbocza tworzą strome urwiska zwane Zagonami (Zagon pod Zakos, Szeroki Zagon, Zadnie Zagony). Granią prowadzi szlak turystyczny, omijający Siwy Zwornik po wschodniej stronie i wprowadzający na przełęcz Liliowy Karb, odgraniczającą go od Liliowych Turni.

## Szlaki turystyczne
– zielony szlak z Siwej Przełęczy przez Siwe Turnie i zbocza Siwego Zwornika do przełęczy Liliowy Karb. Czas przejścia: 20 min, z powrotem 15 min.